# 1993 na política

## Eventos
- 1 de Janeiro - A Checoslováquia divide-se, dando origem à República Checa e à Eslováquia.
- 2 de Janeiro - Os mediadores da ONU para a ex-Jugoslávia, Lord Owen e Cyrus Vance, propõem um plano de paz para a Bósnia e Herzegovina que prevê a divisão da república em dez províncias.
- 3 de Janeiro - George Bush e Boris Ieltsin assinam o tratado START II.
- 7 de Janeiro - Fuzileiros norte-americanos matam trinta guerrilheiros na Somália.
- 9 de Janeiro - Vice-presidente bósnio assassinado na presença de forças da ONU.
- 10 de Janeiro - Guerra aberta em Angola. ONU não sabe o que fazer.
- 11 de Janeiro - George Bush ordena raides aéreos sobre alvos iraquianos.
- 13 de Janeiro - Erich Honecker, antigo líder da ex-RDA, sai da prisão em Berlim e parte para o Chile. A justiça renunciou a julgá-lo devido ao seu frágil estado de saúde.
- 15 de Janeiro - Uma convenção que proíbe totalmente as armas químicas é assinada em Paris por 130 países.
- 17 de Janeiro - Mísseis americanos caem em Bagdá - o Hotel Al-Rasheed, no centro, é atingido e morrem quatro pessoas.
- 20 de Janeiro - Bill Clinton toma posse como o 42.º Presidente dos Estados Unidos.
- 9 de Fevereiro - Colin Powell pede a dispensa do cargo de Chefe do Estado-Maior das Forças Armadas dos Estados Unidos.
- 10 de Fevereiro - Instabilidade governativa em Itália: no quadro da operação "Mãos Limpas", uma onda de demissões atinge vários ministros do Governo e o secretário-geral do PSI, Bettino Craxi, enredado em cerca de 40 processos de comissões ilegais.
- 14 de Fevereiro - Salman Rushdie dirige um apelo a Bill Clinton para que interceda a seu favor junto das autoridades de Teerão.
- 25 de Fevereiro - Kim Yong-Sam é eleito Presidente da Coreia do Sul, o primeiro civil a ocupar o cargo.
- 26 de Fevereiro - Primeiro atentado terrorista contra as torres do World Trade Center, em Nova Iorque, EUA. Seis mortos e dezenas de feridos.
- 1 de Março - Os Estados Unidos lançam víveres e medicamentos em pára-quedas sobre zonas da Bósnia e Herzegovina.
- 7 de Março - Jonas Savimbi anuncia a conquista do Huambo pelas suas tropas e propõe conversações com o governo angolano.
- 10 de Março - Suharto é reeleito para o seu sexto mandato como Presidente da Indonésia.
- 11 de Março - O general Philippe Morillon compromete-se a defender a segurança do enclave muçulmano de Srebrenica, sitiado pelos sérvios, conseguindo furar o cerco com a entrada de um comboio humanitário.
- 12 de Março - Atentados à bomba no centro de Bombaim causam mais de 300 mortos e 1250 feridos.
- 17 de Março - Tentativa de golpe de estado na Guiné-Bissau.
- 27 de Março - Giulio Andreotti, dirigente da Democracia Cristã, sete vezes primeiro-ministro de Itália, é acusado de ligações à Máfia e de responsabilidades na morte de Aldo Moro, em 1978.
- 29 de Março - O Presidente francês François Mitterrand nomeia Edouard Balladur chefe do Governo.
- 10 de Abril - Assassinato de Chris Hani, um dos principais líderes do movimento anti-apartheid da África do Sul.
- 12 de Abril - A NATO suspende a interdição de voos sobre a Bósnia e Herzegovina, que vigorava desde Outubro de 1992.
- 22 de Abril - Demissão do primeiro-ministro italiano, Giuliano Amato.
- 25 de Abril - Em referendo, 58,7 por cento dos eleitores russos manifestam confiança em Boris Ieltsin e 53 por cento apoiam as suas reformas.
- 28 de Abril - Itália: o Governo de Carlo Ciampi, sucessor de Amato, fica imediatamente desfalcado de quatro ministros, que se demitem em protesto contra a recusa da Câmara dos Deputados em levantar a imunidade parlamentar de Craxi.
- 7 de Maio - Bill Clinton, presidente dos EUA discute com o presidente indonésio o problema dos direitos humanos em Timor-Leste.
- 18 de Maio - Segundo referendo dinamarquês sobre o Tratado de Maastricht: o "Sim" ganha com 56,7 por cento.
- 18 de Maio - Nito Santapola, sucessor de Toto Riina, é detido na Catânia.
- 19 de Maio - Bill Clinton reconhece o novo Governo angolano.
- 20 de Maio - O Presidente da Venezuela, Andrés Perez, é suspenso pelo supremo tribunal. Em consequência deste acontecimento, o Governo demite-se.
- 23 de Maio - As legislativas no Camboja, primeiras eleições livres no país, são ganhas pelo Partido Monárquico. Esta eleição fica marcada pelo boicote dos Khmers Vermelhos.
- 24 de Maio - A Eritreia torna-se independente.

## Nascimentos
| Data | Nome | Profissão | Nacionalidade | Observações | Ref |
| ---- | ---- | --------- | ------------- | ----------- | --- |

## Mortes
| Data | Nome | Profissão | Nacionalidade | Observações | Ref |
| ---- | ---- | --------- | ------------- | ----------- | --- |